# Ulmus macrocarpa
Ulmus macrocarpa là một loài thực vật có hoa trong họ Ulmaceae. Loài này được Hance miêu tả khoa học đầu tiên năm 1868.

## Hình ảnh

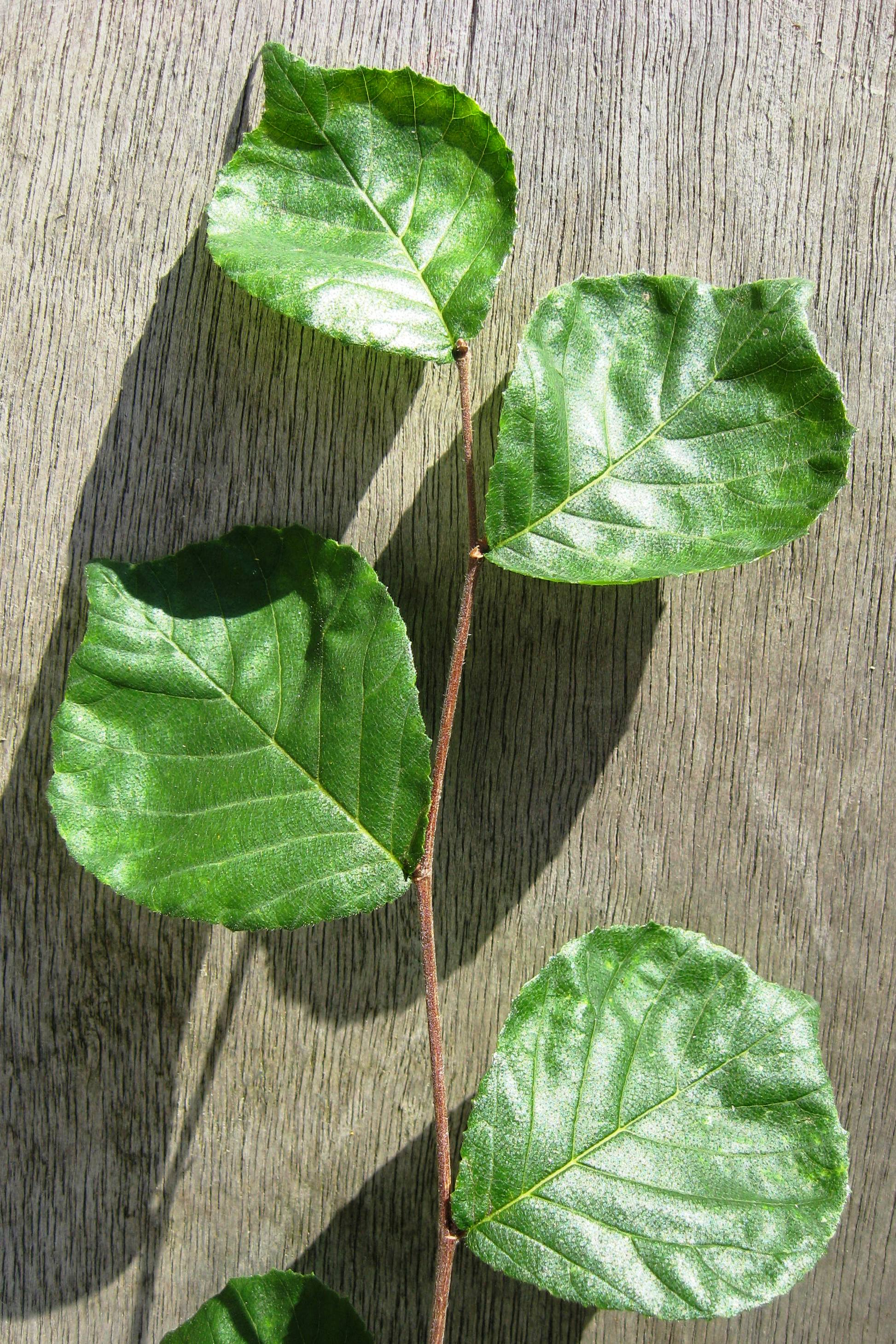
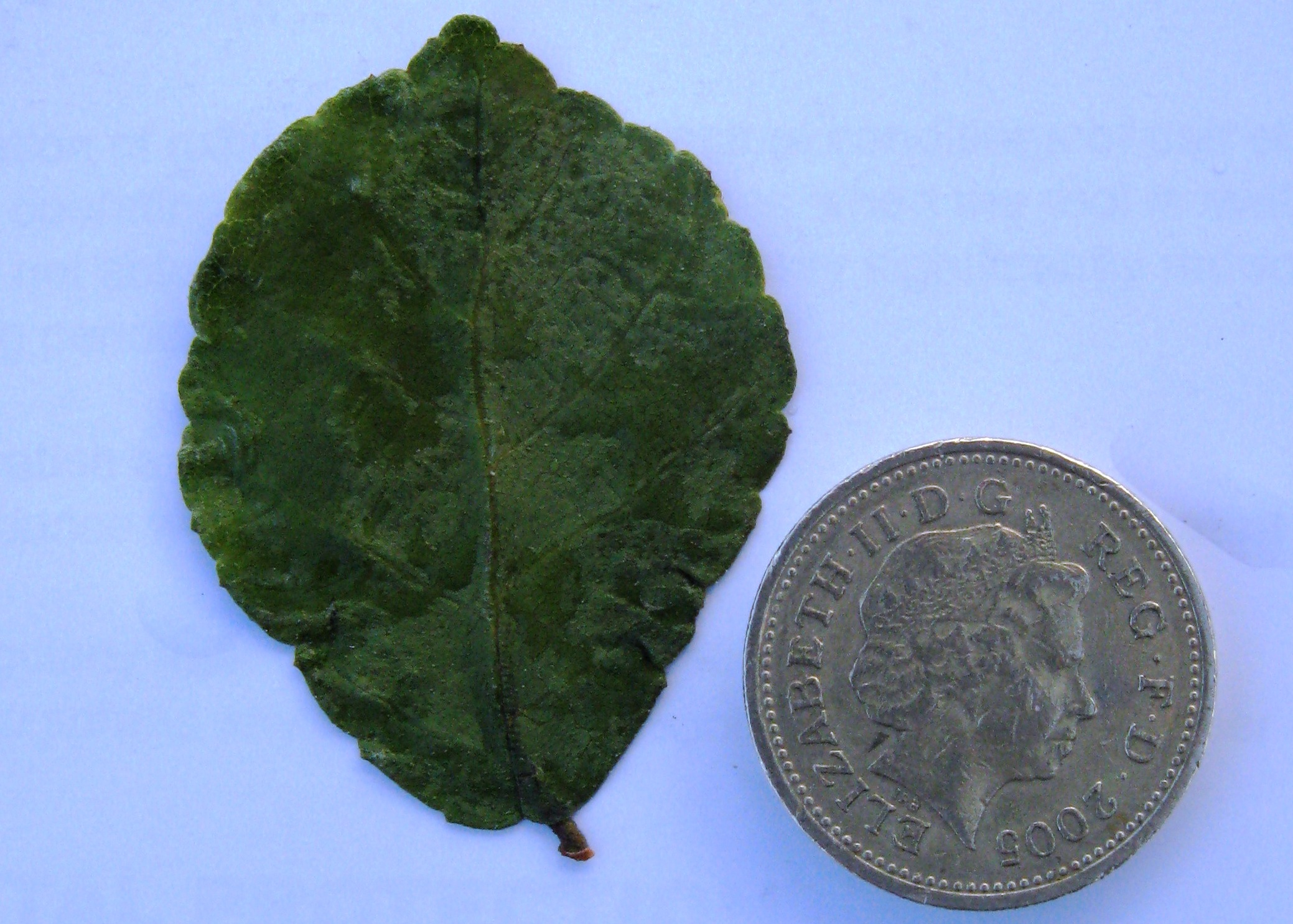